# Game Boy Printer
 (octobre 2019).
Si vous disposez d'ouvrages ou d'articles de référence ou si vous connaissez des sites web de qualité traitant du thème abordé ici, merci de compléter l'article en donnant les références utiles à sa vérifiabilité et en les liant à la section « Notes et références ».
La Game Boy Printer (ポケットプリンタ, Pocket Printer) est une imprimante thermique qui se branche directement sur la Game Boy via un câble, commercialisée de 1998 à 2003. Vendue avec des rouleaux de papier autocollants de 3,8 cm de large, qui étaient aussi disponibles dans le commerce. La Game Boy Printer est compatible avec toutes les consoles Game Boy et Game Boy Advance à l'exception de la Game Boy Micro. Elle permet d'imprimer des images présentes dans certains titres Game Boy et Game Boy Color, notamment Super Mario Bros. Deluxe, Zelda: Link's Awakening DX et Pokémon Jaune.

## Jeux compatibles
- Alice au pays des merveilles
- Asteroids
- Austin Powers: Oh Behave!
- Austin Powers: Welcome to my Underground Lair!
- Cardcaptor Sakura: Itsumo Sakura-chan to Issho!
- Cardcaptor Sakura: Tomoe Shōgakkō Daiundōkai
- Disney's Dinosaur
- Disney's Tarzan
- Donkey Kong Country[1]
- E.T.: Digital Companion
- Fisher-Price Rescue Heroes: Fire Frenzy
- Game Boy Camera
- Harvest Moon 2
- Klax
- The Legend of Zelda: Link's Awakening DX[2]
- La Petite Sirène 2 : Pinball Frenzy
- Little Nicky
- Magical Drop
- Mary-Kate and Ashley Pocket Planner
- Mickey's Racing Adventure
- Mickey's Speedway USA
- Mission: Impossible
- NFL Blitz
- Perfect Dark
- Pokémon Crystal
- Pokémon Or et Argent
- Pokémon Pinball
- Pokémon Trading Card Game
- Pokémon version jaune : Édition spéciale Pikachu
- Quest for Camelot
- Roadsters
- Super Mario Bros. Deluxe[3]
- Tony Hawk's Pro Skater 2[4]
- Trade & Battle: Card Hero